# Mizocz (gmina)
Mizocz – dawna gmina wiejska istniejąca do 1939 roku w woj. wołyńskim (obecnie na Ukrainie). Siedzibą gminy był Mizocz.
Gmina Mizocz należała początkowo do powiatu dubieńskiego, będącego pod rozbiorami częścią guberni wołyńskiej a w okresie międzywojennym w woj. wołyńskim. 1 stycznia 1925 roku gmina została wyłączona z powiatu dubieńskiego, wchodząc w skład nowo utworzonego powiatu zdołbunowskiego.
Według stanu z dnia 4 stycznia 1936 roku gmina składała się z 16 gromad. Po wojnie obszar gminy Mizocz został przez okupanta rosyjskiego odłączony od Polski i włączony do Ukraińskiej SRR.